# Семйонтково-Роґале
Семйонтково-Роґале (пол. Siemiątkowo-Rogale) — село в Польщі, у гміні Семьонтково Журомінського повіту Мазовецького воєводства.
Населення — 143 особи (2011).
У 1975-1998 роках село належало до Цехановського воєводства.

## Демографія
Демографічна структура станом на 31 березня 2011 року:
|          | Загалом | Допрацездатний вік | Працездатний вік | Постпрацездатний вік |
| -------- | ------- | ------------------ | ---------------- | -------------------- |
| Чоловіки | 75      | 17                 | 51               | 7                    |
| Жінки    | 68      | 14                 | 41               | 13                   |
| Разом    | 143     | 31                 | 92               | 20                   |